# Cerco de Jor (1576)
O Cerco de Jor de 1576 foi uma operação militar na qual as tropas portuguesas não conseguiram sitiar Jor. Em 1576, o Sultanato de Jor enfrentou um ataque das tropas portuguesas lideradas por Antão de Noronha, que pretendiam fortalecer sua influência no Estreito de Malaca. As tropas portuguesas sitiaram Cota Batu em Jor Lama. Entretanto, o ataque não teve sucesso, fazendo com que as forças de Antão de Noronha recuassem para Malaca.